# 小科梅舒瓦哈
49°6′4″N 37°13′9″E / 49.10111°N 37.21917°E
小科梅舒瓦哈（羅馬化：Mala Komyshuvakha）是位於烏克蘭東部的村莊，由哈爾科夫州伊久姆區的奧斯基爾市鎮負責管轄。該村始建於1799年，面積1.15平方公里，海拔高度104米，2001年人口244，人口密度每平方公里211.6人。